# Nils Lagerlöf (präst)
Nils (ibland Nicolaus) Lagerlöf, född 9 januari 1688 i Arvika i Värmland, död 14 december 1769 på Ekenäs utanför Kil, var en svensk prästman och akademiker.

## Biografi
Nils Lagerlöf var son till kyrkoherden i Arvika Daniel Lagerlöf (1651–1718), och blev student vid Lunds universitet 1708. År 1717 lär Karl XII ha varit närvarande under Lagerlöfs disputation. Han blev professor 1732, och 1742 återkom han till Värmland som superintendent över Karlstads stift.
Han var även Lunds universitets bibliotekarie mellan 1729 och 1732.
Tack vare Nils Lagerlöfs förtjänster adlades hans söner 1756 under namnet von Lagerlöf. Denna ätt utslocknade på svärdssidan 1835.